# Fremdsprachenerwerb im frühen Kindesalter
Der Fremdsprachenerwerb im frühen Kindesalter ist ein Teil der sprachdidaktischen Früherziehung.

## Früher Fremdsprachenerwerb
Fremdsprache ist eine Sprache, die nicht die Muttersprache einer Person ist. Diese wird nur bewusst gelernt, z. B. in einem Sprachkurs, in der Schule oder in bilingualen Kitas, in diesem Fall auch spielerisch. Der frühe Fremdsprachenerwerb hat den Vorteil, dass Kinder in der Regel leichter lernen, da sie fast unbewusst und hauptsächlich spielerisch lernen. Zudem ist für Kinder der sprachliche Input aufgrund des spielerischen und gebrauchsorientierten Zugang zur Fremdsprache leichter. Dazu ist ihr Gehirn noch für verschiedene sprachliche Strukturen offen und flexibel. Dies bietet den Kindern bei dem Erwerb der Aussprache einen klaren Vorteil. Erwachsene dagegen sind eher in ihren sprachlichen Strukturen festgefahren. Mehrere Wissenschaftler haben die Ansicht, dass die Wahrscheinlichkeit ab ca. dem sechsten Lebensjahr deutlich abnimmt, in der erlernenden Fremdsprache, muttersprachliche Kompetenzen zu erreichen.

## Formen des Fremdsprachenerwerbs
Die Fremdsprache wird hauptsächlich in Form von Unterricht in der Schule erlernt. Unter frühen Fremdsprachenerwerb zählt in der Regel die Kindergartenzeit (Bilinguale Kitas/Kindergärten) oder auch der Fremdsprachenunterricht in der Grundschule. Diese kann man aber nicht miteinander vergleichen, da sie andere Vorstellungen, Umsetzungen und Ziele haben.

## Konzept Bilingualer Kitas/Kindergärten
Die meistverwendete Methode in Kitas heißt „Immersion“, was so viel bedeutet, wie in eine fremde Sprache eintauchen. Sie zählt zu den erfolgreichsten Methoden der Sprachvermittlung. In den Kitas wird sich eher auf die Handlung und nicht auf die Fremdsprache fokussiert.
Um die Fremdsprache den Kindern zu vermitteln, wird sie z. B. in die Handlung eingebaut und durch eine Geste, ein Zeigen oder ein Geräusch bekräftigt.
So lernen die Kinder über die jeweilige Situation die Sprache. Das heißt, dass die Kinder die Situation durch die Aktivität verstehen und die Fremdsprache als Erklärung dazukommt. Außerdem lernen sie von Anfang an, dass z. B. ein Gegenstand mehrere Begriffe/Bezeichnungen haben kann.
Es werden aber auch Lieder und Spiele zur Unterstützung/Vermittlung genommen. Der Vorteil des Immersion Konzeptes ist, dass die Fremdsprache den Kindern natürlich und ganzheitlich vermittelt wird.

## Konzept der Grundschulen
In der Grundschule wird eine Art der abgeschwächten Immersion verwendet. Aber hier ist die Fremdsprache dann nicht mehr für die Kinder „Arbeitssprache“, wie in bilingualen Kitas, sondern Unterrichtssprache. Normale Grundschulen (keine bilingualen Grundschulen) haben nicht die Möglichkeit, den Kindern mit ca. zwei Englischstunden in der Woche, einen druckfreien Zugang zu der Fremdsprache zu ermöglichen.
Den Kindern wird nach und nach beigebracht, sich ihren eigenen Lernprozess bewusster zu machen und Eigenverantwortung für den Spracherwerb zu übernehmen.
Die Ziele des Fremdsprachenunterrichts in der Grundschule sind die Entwicklung von Freude und Interesse am Sprachenlernen und die Bewältigung und Umsetzung von einfachen Sprachsituationen in der erlernten Fremdsprache.
Das heißt, die Kinder lernen in der Grundschule die Basis, an der die weiterführenden Schulen mit dem Fremdsprachenunterricht anknüpfen können.

## Debatte um die Altersfrage (critical period)
Die Existenz einer „kritischen Phase“ des Spracherwerbs (die sog. „critical periodhypothesis“) ist eines der wichtigsten Themen bei der Untersuchung der Beziehung zwischen Spracherwerb und Alter. Und gleichzeitig ist sie auch die umstrittenste Hypothese, über die Annahme eines geeigneten Zeitraums für den Spracherwerb. Diese besonders günstige Lernphase, auch sensible Phase/kritische Phase (critical period) genannt, wird normalerweise als Argument verwendet, um einen frühzeitigen Fremdsprachenerwerb zu begründen.
Nachdem diese Phase abgeschlossen ist, sei es nicht mehr möglich einen vollständigen Spracherwerb auf muttersprachlichem Niveau zu erreichen. Die kritische Phase umfasst ca. die Jahre vom zweiten Lebensjahr bis zum fünfzehnten Lebensjahr. Die Bezeichnung „kritisch“ bezieht sich auf dem Fakt, dass beim Erwerb von L1 (Erwerb der ersten Sprache oder der Muttersprache) diese Altersgrenze strikt ist. Nach dieser Theorie, ist es nicht mehr möglich nach der kritischen Phase in einer Fremdsprache native-like Fähigkeiten zu erreichen.
Diese Hypothese wurde zusätzlich auf den Fremdsprachen- und Zweitsprachenerwerb übertragen. Es gibt aber auch Studien zum Erst- und Zweitsprachenerwerb, die belegen, dass es auch nach der kritischen Phase möglich ist in L2 (Erwerb der Zweitsprache) ein muttersprachliches Niveau zu erreichen.
Tatsächlich ist diese Hypothese heute immer noch stark umstritten, obwohl es einige Studien gibt, die diese Annahme unterstützen.
Als Beweis für diese Hypothese werden oft als Beispiele die „Wolfskinder“ genannt, Kinder die die ersten Jahre ihres Lebens aus verschiedenen Gründen (z. B. Opfer von Verlassen, Grausamkeit, Gewalt usw.) in extremer Isolation und keine Spracheingabe erhalten haben. Viele dieser Kinder sind in motorischen, sprachlichen und geistigen Fähigkeiten stark beeinträchtigt und sind trotz des Versuchs zur Sprachrehabilitation nie mehr in der Lage sich vollständig und richtig in einer Sprache auszudrücken.
Andere sind wiederum der Meinung, dass es bestimmte Lernalter gibt, in denen die verschiedenen Bereiche optimal erlernt werden können. Gerade im frühen Kindesalter fällt einem die Phonologie einfach, da hier die Fähigkeit am höchsten ist durch Nachahmung zu lernen, bzw. durch fremdsprachliches Imitieren zu lernen. Der optimale Aussprachenbeherrschungszeitraum ist ca. von drei bis sieben Jahre.
Auf der anderen Seite lernen ältere Spracherwerbende grammatikalische Regeln, sowie Strukturen, besser.
Auch nach langer Zeit der Forschung ist die Existenz der kritischen Phase immer noch, vor allem unter den Sprachwissenschaftlern umstritten, obwohl es einige Studien gibt, die die Existenz bestätigen.